# Закон от 22 флореаля VI года
Закон от 22  флореаля VI года (11 мая 1798 года) — французский закон, изданный во время Великой французской революции, позволявший в значительной степени признать недействительными выборы 106 якобинских депутатов, которые составили большинство на парламентских выборах в апреле 1798 года, во время которых было переизбрано 150 депутатов из 500.
Этот закон стал результатом деятельности термидорианской Директории, которая, пользуясь тем, что ещё в течение нескольких дней имела большинство в обоих советах (Совете старейшин и Совете пятисот), назначила 4 мая комиссию. Последняя сделала вывод о необходимости пересмотра выборов, что привело к принятию указанного закона, который позволил изменить результаты выборов в восьми департаментах и заменить избранных кандидатов менее успешными, которые, однако, были представителями правительства.
Этот закон можно рассматривать как форму бескровного государственного переворота, поскольку он обеспечил Директории год стабильности, позволивший ей провести реформаторскую работу .